# Маленький засранец
«Маленький засранец» — немецкий рисованный мультипликационный фильм 1997 года, по одноимённой серии комиксов Вальтера Мерса.
Фильм вышел 6 марта 1997 года в немецких кинотеатрах.
Его видели около 3,07 миллионов зрителей.
Таким образом, в 1997 году «Маленький засранец» стал одним из самых успешных фильмов в Германии.
В Австрии число посетителей составило 244.959, в Швейцарии 76.123.

## Сюжет
Врач, успешно принявший роды, на вопрос матери, «что это такое?», отвечает «Это засранец».
Двенадцать лет спустя этот маленький засранец превращает жизнь окружающих в ад.
Он беспокоит родителей во время секса, объясняя им попутно весь процесс, продаёт фотографии голой сестры одноклассникам, мучает собаку своего соседа и кормит её наркотиками, влюбляется в 76-летнюю Ингу Кошмидер и доводит её до сердечного приступа.
В своём дневнике он пишет, что он в основном только хочет улучшить мир.
Маленький засранец доверяет свои тайны своему дневнику и деду (Старому мешку).
Кроме того, Маленький засранец выступает со своей группой несколько раз по разным поводам.
Обычно это заканчивается избиением группы, хотя Маленькому засранцу всегда удаётся увильнуть.
На школьном мероприятии Маленький засранец подмешивает наркотики в еду, что вызывает массовые оргии среди преподавателей и родителей.
В конце вы видите Маленького засранца в тюрьме, пишущим в своём дневнике.

## Продолжение
После многократной задержки, 12 октября 2006 года, появилось продолжение фильма с названием «Маленький засранец и Старый мешок — смерть это дерьмо».
Фильм должен был выйти 24 августа 2006 года, показ был отложен на 5 октября 2006 года, а потом отложен ещё на неделю.
Этот фильм не имел коммерческого успеха, и его быстро перестали показывать в кинотеатрах.